# Тур'янська сільська рада (Буський район)
| Тур'янська сільська рада — орган місцевого самоврядування у Буському районі Львівської області з адміністративним центром у с. Тур'я. Історична дата утворення: в 1946 році. Водоймища на території, підпорядкованій даній раді: річка Пуста. Сільській раді підпорядковані населені пункти: - с. Тур'я - с. Бажани - с. Бачка - с. Гутисько-Тур'янське - с. Лісове |

## Склад ради
Рада складається з 16 депутатів та голови.

### Керівний склад ради
| ПІБ                       | Основні відомості                                                 | Дата обрання | Дата звільнення |
| ------------------------- | ----------------------------------------------------------------- | ------------ | --------------- |
| Сподарик Степан Іванович  | Сільський голова, 1962 року народження, освіта, безпартійний      | 26.03.2006   | 31.10.2010      |
| Красіцький Євген Петрович | Сільський голова, 1956 року народження, освіта вища, безпартійний | 31.10.2010   |                 |

Примітка: таблиця складена за даними джерела